# Confirm or Deny
Confirm or Deny è un film del 1941 diretto da Archie Mayo e Fritz Lang.
È un film drammatico di guerra statunitense con Don Ameche, Joan Bennett e Roddy McDowall.

## Trama
Londra, 1940. "Mitch" Mitchell è un giornalista di una prestigiosa agenzia di stampa statunitense. La sede londinese dell'agenzia viene bombardata dai tedeschi in uno dei raid notturni contro la capitale inglese, e messa fuori uso. Mitch organizza una sede provvisoria nelle cantine di un albergo cittadino, con l'aiuto di Jennifer Carson, impiegata addetta alla telescrivente del Ministero dell'Informazione britannico, da poco conosciuta.
Il giornalista è sulla pista dell'invasione nazista della Gran Bretagna progettata da Hitler, e si avvale di numerose informazioni, fra le quali, d'importanza cruciale, i messaggi ricevuti tramite piccioni viaggiatori, ai quali bada, sul tetto dell'edificio della redazione, il dodicenne Albert Perkins.
Un ennesimo bombardamento colpisce le cantine dell'albergo, e Mitch e Jennifer rimangono intrappolati, con la telescrivente ancora funzionante. Mitch ha ormai raccolto informazioni sufficienti, e si appresta a dettare a Jennifer l'articolo sull'imminente invasione tedesca. Ma Jennifer teme che la notizia possa interferire con i piani dell'intelligence britannica, che potrebbe non voler far sapere al nemico di essere a conoscenza della progettata invasione, e si rifiuta di digitare oltre. Mitch allora rinchiude Jennifer in uno sgabuzzino, e si mette personalmente alla telescrivente, quando riceve una chiamata da Albert.
Nulla potrebbe fermare la sete di scoop di Mitch, tranne la morte di Albert, che lo coglie, vittima di un bombardamento, proprio mentre stava leggendo al giornalista l'ultimo messaggio pervenutogli tramite il piccione viaggiatore. Mitch trasmette un accorato necrologio del ragazzo invece della storia sull'invasione nazista, seguito dalle proprie dimissioni.

## Produzione
Il film, diretto da Archie Mayo e Fritz Lang (quest'ultimo non accreditato) su una sceneggiatura di Jo Swerling con il soggetto di Samuel Fuller e Henry Wales, fu prodotto da Len Hammond per la Twentieth Century Fox Film Corporation e girato nei 20th Century Fox Studios a Century City, Los Angeles, in California dall'agosto al settembre del 1941.
Il film doveva originariamente essere interpretato da Tyrone Power. Helene Reynolds era al debutto. Fritz Lang, non accreditato, diresse solo sei giorni di riprese prima di essere sostituito da Archie Mayo per problemi di salute.

## Colonna sonora
- Rule Britannia - musica di Thomas Augustine Arne
- Oh! Susanna - scritta da Stephen Foster
- Bless 'em All - scritta da Fred Godfrey (1917), parole di Jimmy Hughes e Frank Lake (1940)
- Two Dreams Met - musica di Harry Warren

## Distribuzione
Il film fu distribuito negli Stati Uniti dal 12 dicembre 1941 (première a il 19 novembre 1941) al cinema dalla Twentieth Century Fox Film Corporation.
Altre distribuzioni:
- in Portogallo il 25 settembre 1942 (Correspondente Especial)
- in Svezia il 16 agosto 1943 (Invasion hotar!)
- in Finlandia il 21 giugno 1946 (Maihinnousu uhkaa)
- in Polonia (Potwierdz albo zaprzecz)